# Stadion Miejski w Katowicach
Arena Katowice – stadion piłkarski w Katowicach, położony przy ulicy Nowa Bukowa 1, w dzielnicy Załęska Hałda-Brynów część zachodnia, w bezpośrednim sąsiedztwie autostrady A4. Budowany był w latach 2021–2025, a jego pojemność wynosi 15 048 miejsc. Połączony jest z halą sportową o pojemności 3 002 miejsc siedzących.

## Projekt
Plany budowy nowego, mającego docelowo zastąpić stadion znajdujący się przy ulicy Bukowej, stadionu miejskiego w Katowicach wynikły z potrzeby modernizacji infrastruktury sportowej i rozwoju miasta. Z początkiem 2018 roku władze Katowic zrezygnowały z budowy nowego stadionu w miejscu istniejącego i ogłosiły konkurs na koncepcję budowy stadionu w nowej lokalizacji – u zbiegu ulic F. Bocheńskiego i Dobrego Urobku. W czerwcu 2018 roku katowicki oddział SARP rozstrzygnął ten konkurs urbanistyczno-architektoniczny; wygrała koncepcja pracowni RS Architekci (projektanci między innymi Stadionu Narodowego w Warszawie), proponująca stadion o pojemności 15 tysięcy miejsc, z możliwością rozbudowy do 20 tysięcy.
W 2020 roku katowicki magistrat ogłosił przetarg nieograniczony na wykonanie prac budowlanych pierwszego etapu budowy stadionu miejskiego, na który składały się: kompleks sportowy z obiektem piłkarskim, hala do siatkówki, koszykówki i piłki ręcznej oraz treningowe boiska piłkarskie. Wyłoniono konsorcjum firm z NDI na czele, z którą umowę podpisano 31 sierpnia 2021 roku.

## Budowa stadionu

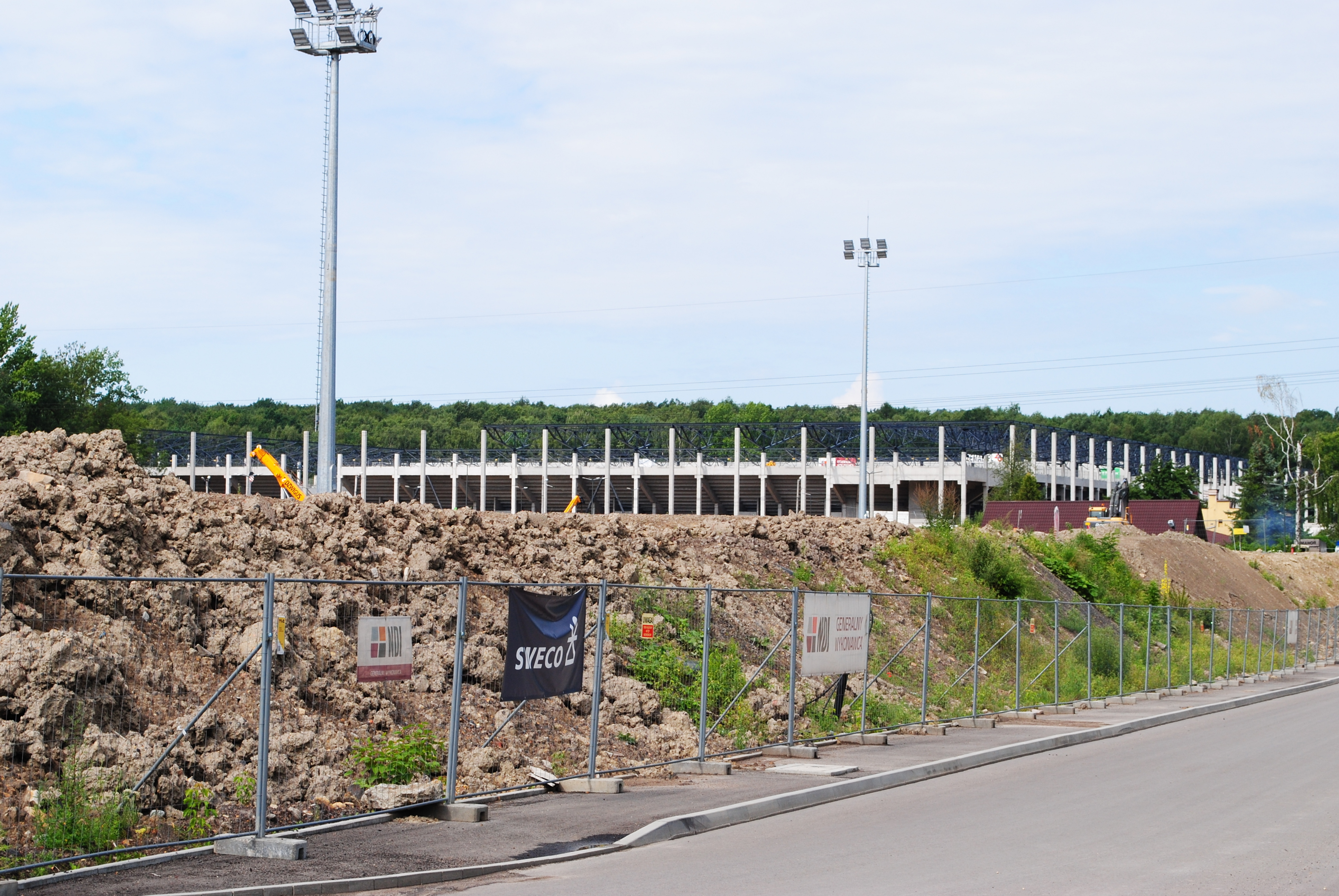
Stadion w trakcie budowy (2023)

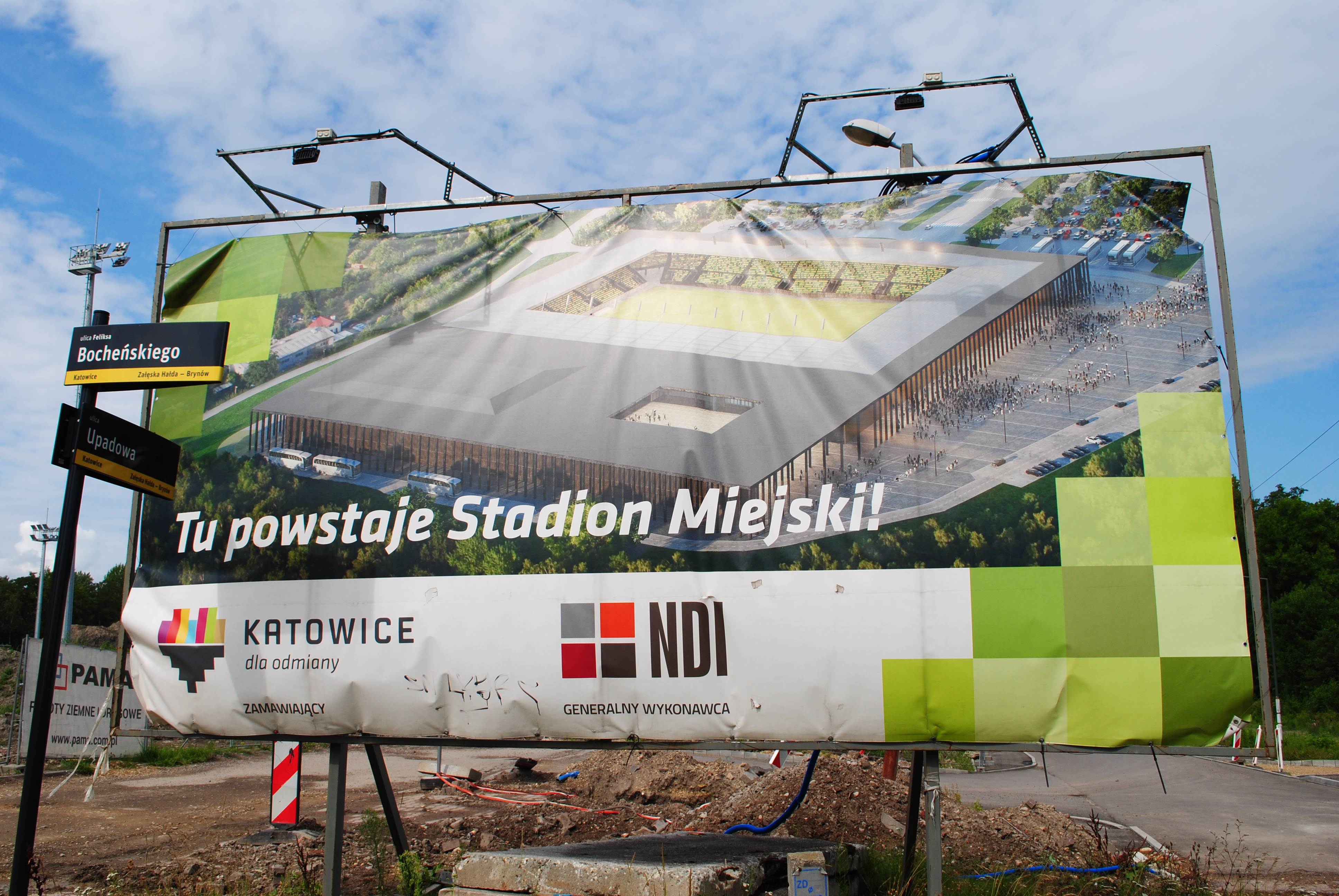
Baner z wizualizacją Stadionu Miejskiego w Katowicach (2023)

W październiku 2021 roku rozpoczęły się prace przygotowawcze do budowy stadionu. Wykonano szczegółowe badania geologiczne oraz techniczne, aby ocenić warunki gruntowe i wprowadzić ewentualne poprawki do projektu. Zrealizowano także prace związane z wyburzeniami starych budynków i wycinką zieleni na terenie przyszłej inwestycji oraz przygotowanie terenu, w tym niwelację gruntu i wyznaczenie głównych obszarów pod fundamenty.
W 2022 roku rozpoczęto właściwą budowę, począwszy od wylania fundamentów. Proces ten obejmował stworzenie bazy dla całej konstrukcji stadionu, w tym pod obiekty takie jak trybuny i infrastruktura towarzysząca. Następnie zrealizowano prace nad główną strukturą nośną obiektu. Zaczęto wznosić stalową konstrukcję, która będzie wspierać trybuny i dach stadionu. Jednocześnie kontynuowano prace związane z infrastrukturą drogową, przygotowując dostęp do obiektu.
W 2023 roku skoncentrowano się na dokończeniu konstrukcji stalowej oraz montażu dachu stadionu. Dach zaprojektowano z myślą o lekkiej, ale wytrzymałej konstrukcji, uwzględniając również możliwość montażu paneli słonecznych. Rozpoczęły się także prace nad instalacjami wewnętrznymi, w tym systemem oświetlenia, wentylacji oraz nagłośnienia. Wykonano instalacje sanitarne oraz systemy bezpieczeństwa, niezbędne do funkcjonowania obiektu na najwyższym poziomie. Do końca 2023 roku wykonano konstrukcję wszystkich czterech trybun. 
W 2024 roku zakończono prace wykończeniowe. Ukończono montaż trybun (krzesełka zaczęto montować w czerwcu), wykończono szatnie, zaplecze techniczne oraz przestrzeń dla mediów. Skoncentrowano się na finalizacji zieleni i stref otwartych wokół stadionu, w tym parkingów i dróg dojazdowych. Testowano również systemy oświetleniowe, nagłośnieniowe i bezpieczeństwa. 15 października 2024 roku symbolicznie zainaugurowano prace nad układaniem murowy.
Otwarcie stadionu nastąpiło 30 marca 2025 roku, podczas którego został rozegrany mecz ligowy pomiędzy zespołami GKS Katowice i Górnik Zabrze, który GKS wygrał 2:1.

## Charakterystyka

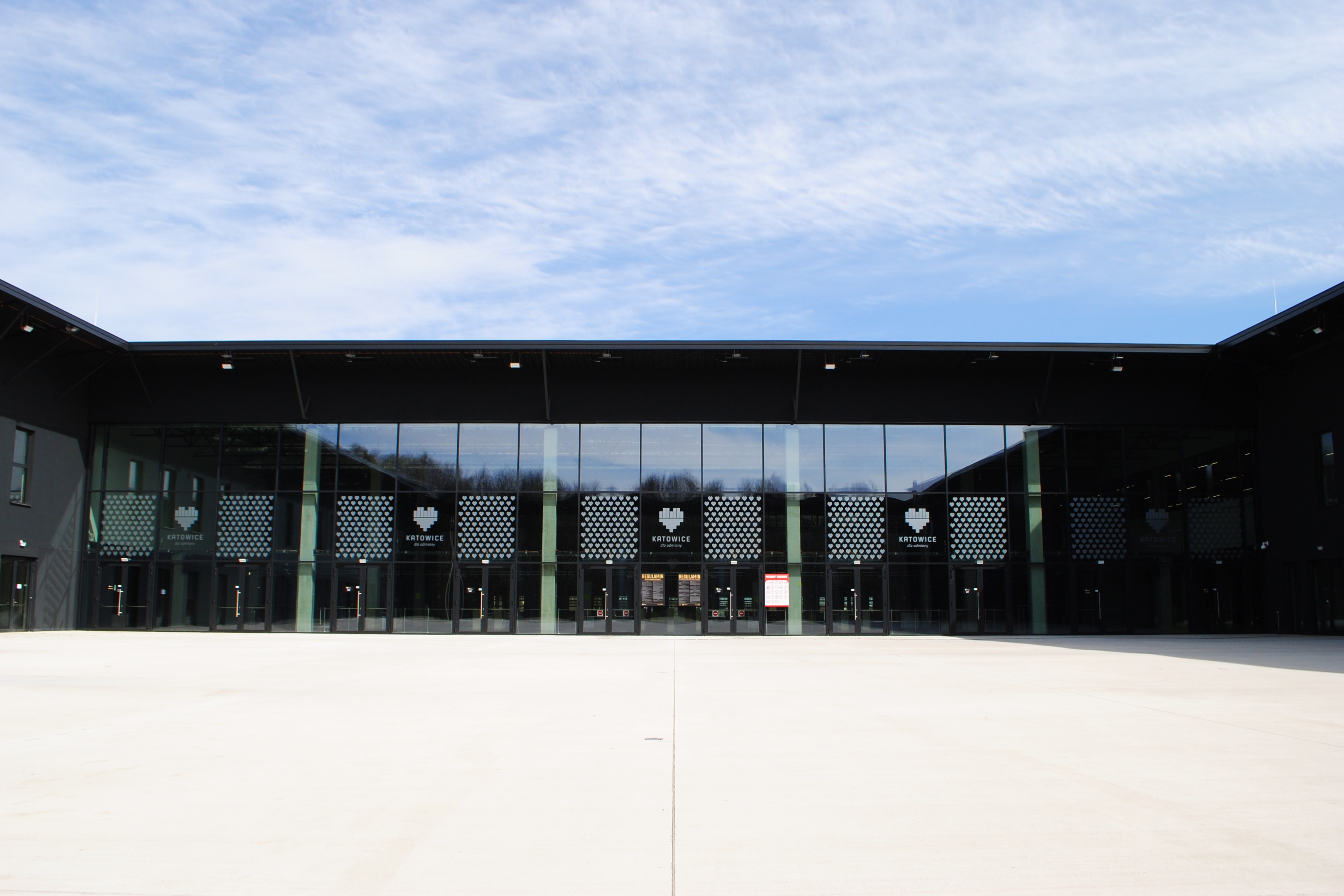
Wejście do hali sportowej (2025)

Stadion Arena Katowice położony jest przy ulicy Nowa Bukowa 1 w Katowicach, w sąsiedztwie ulicy F. Bocheńskiego i autostrady A4, na terenie dzielnicy Załęska Hałda-Brynów część zachodnia.
Składa się z jednokondygnacyjnej, w pełni zadaszonej trybuny okalającej boisko piłkarskie o wymiarze 105×68 m, z 15 048 miejscami siedzącymi. Pod skośnymi narożnikami trybun znajdują się bramy umożliwiające dostęp samochodowy na płytę boiska i zapewniające przewietrzanie murawy. Stadion połączony jest z halą sportową z 3 002 miejscami siedzącymi. Cały kompleks sportowy otoczony jest zadaszoną kolumnadą słupów o wymiarach 50×50 cm, na których opiera się stalowa konstrukcja dachu.
Powierzchnia zabudowy kompleksu wynosi 37 991 m², natomiast powierzchnia sportowa 20 949 m².
Obiekt posiada oświetlenie o natężeniu 2 283 lux.
Kompleks otaczają m.in.: boiska treningowe o nawierzchni trawiastej, główny parking na 11 autokarów i 252 samochodów osobowych i elementy małej architektury.
Obiekt przewidziany jest na piłkarzy, piłkarek i siatkarzy GKS-u Katowice.

## Galeria

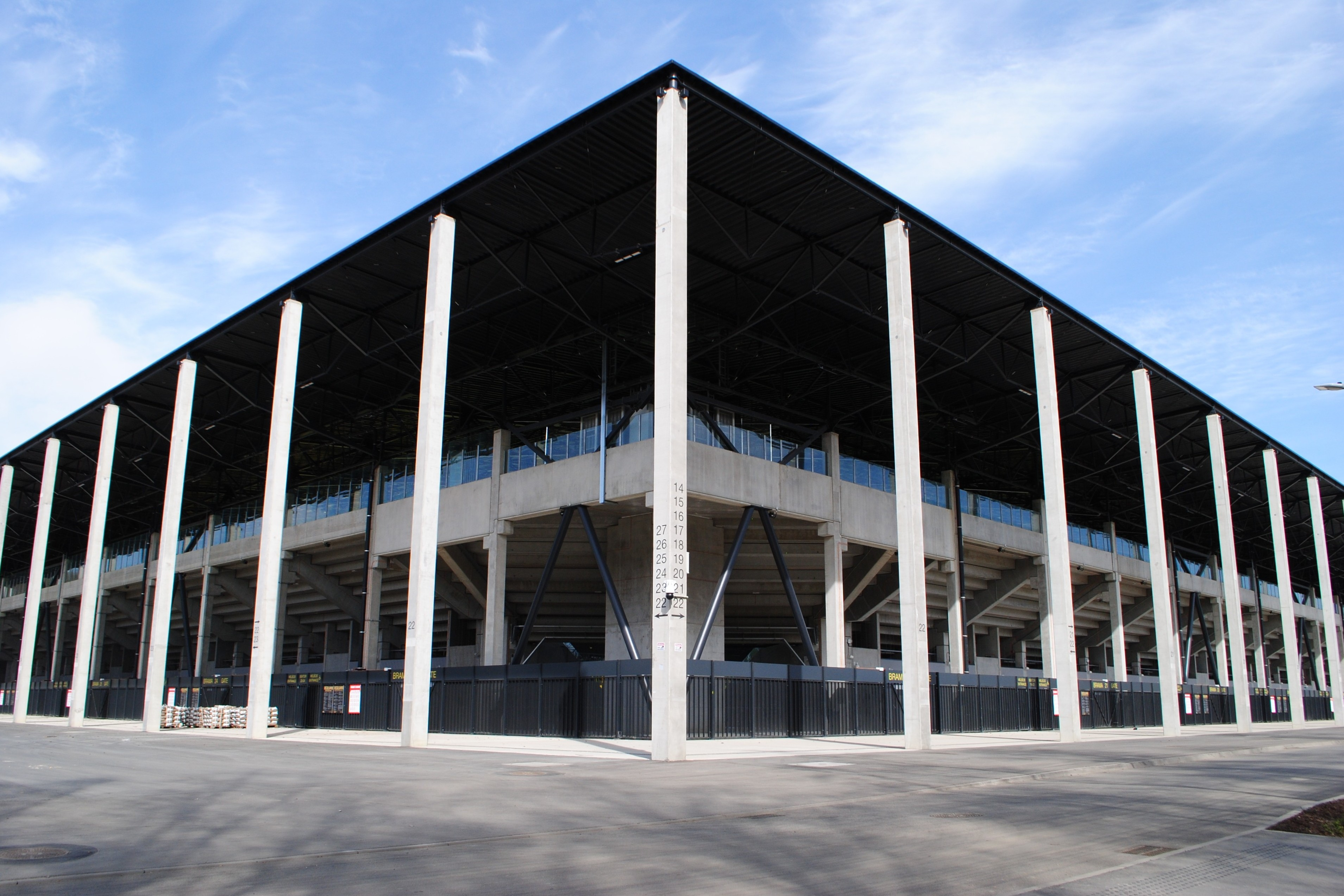
Południowo-wschodni narożnik stadionu (2025)
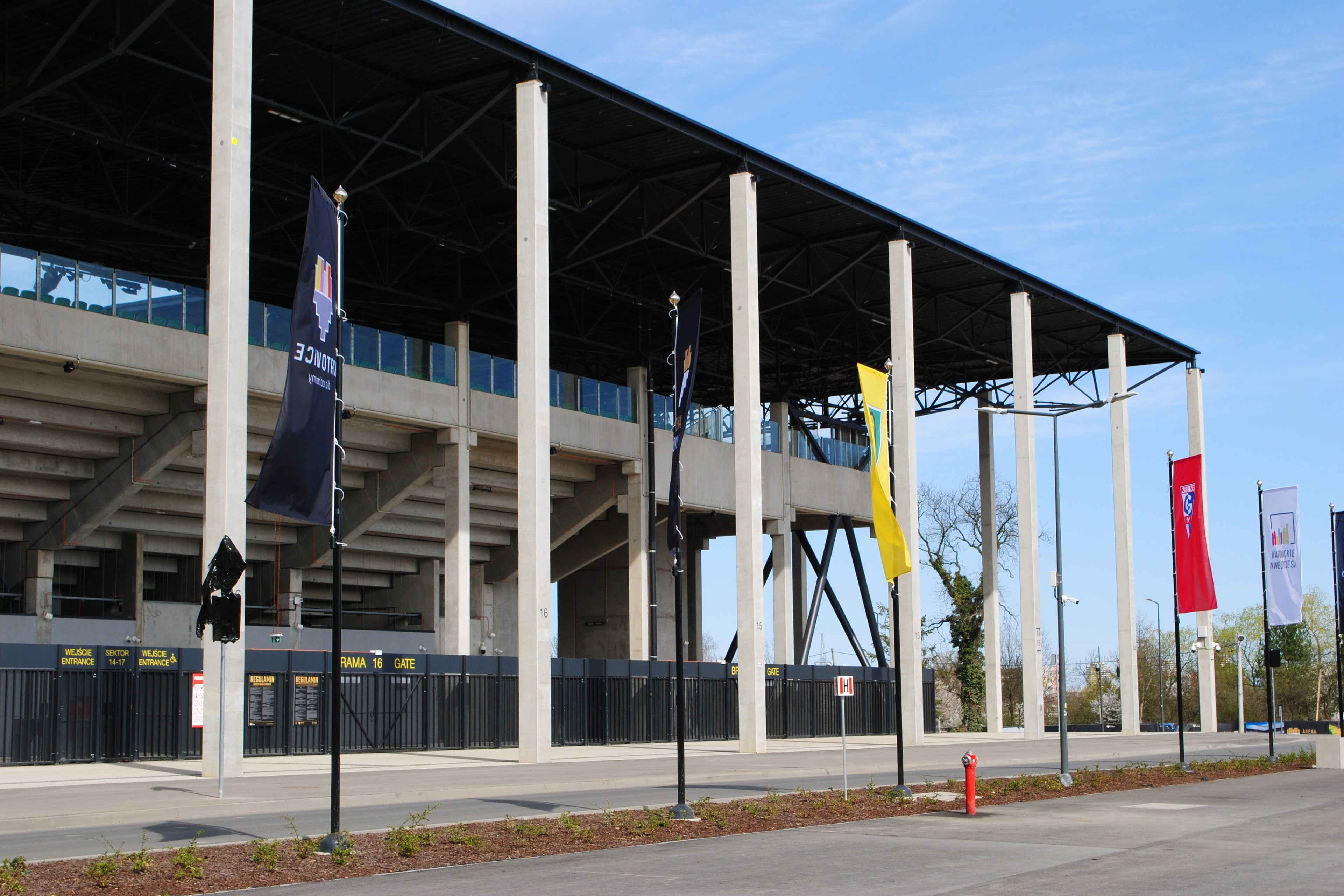
Północno-wschodni narożnik stadionu (2025)
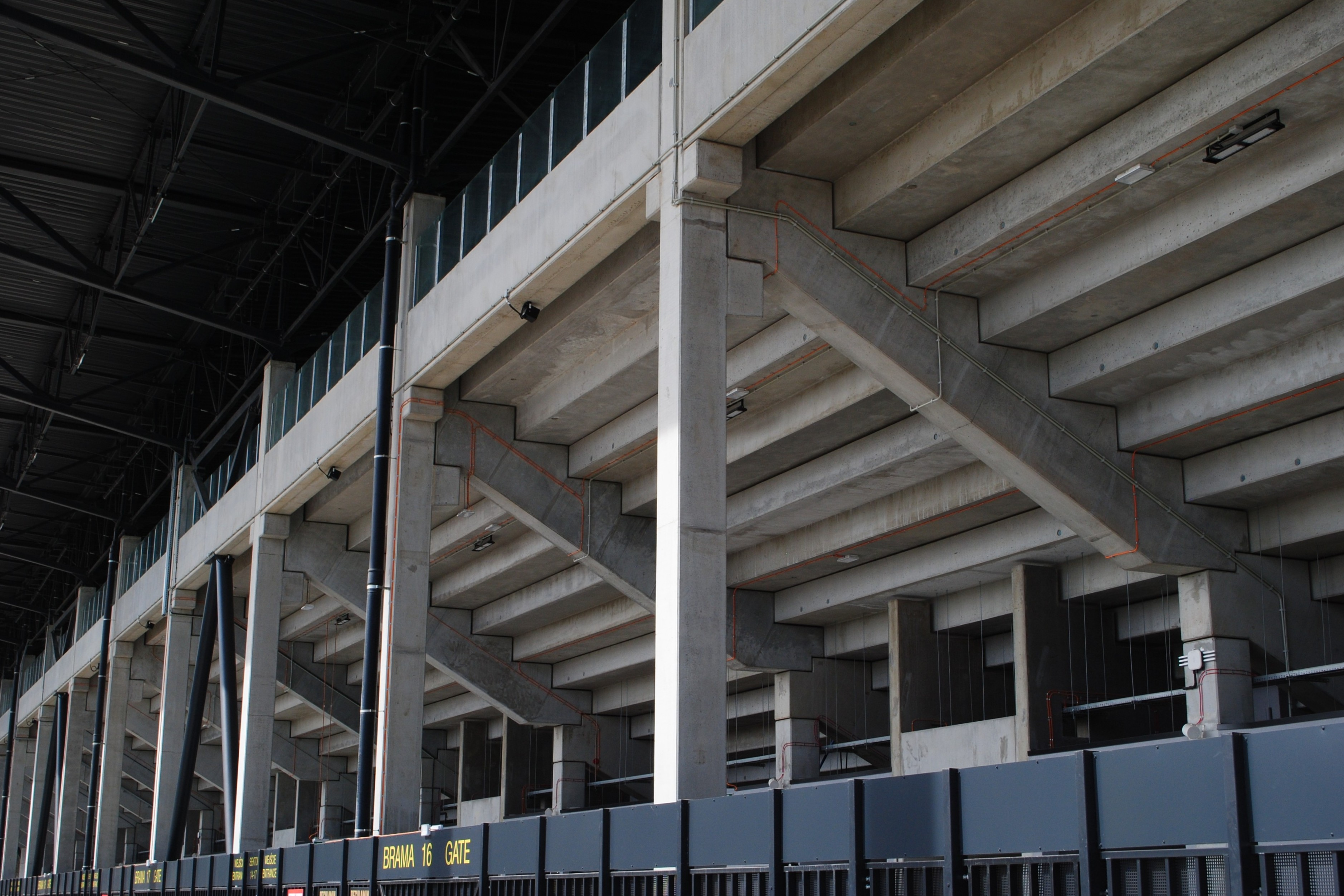
Fragment trybuny wschodniej od strony zewnętrznej (2025)
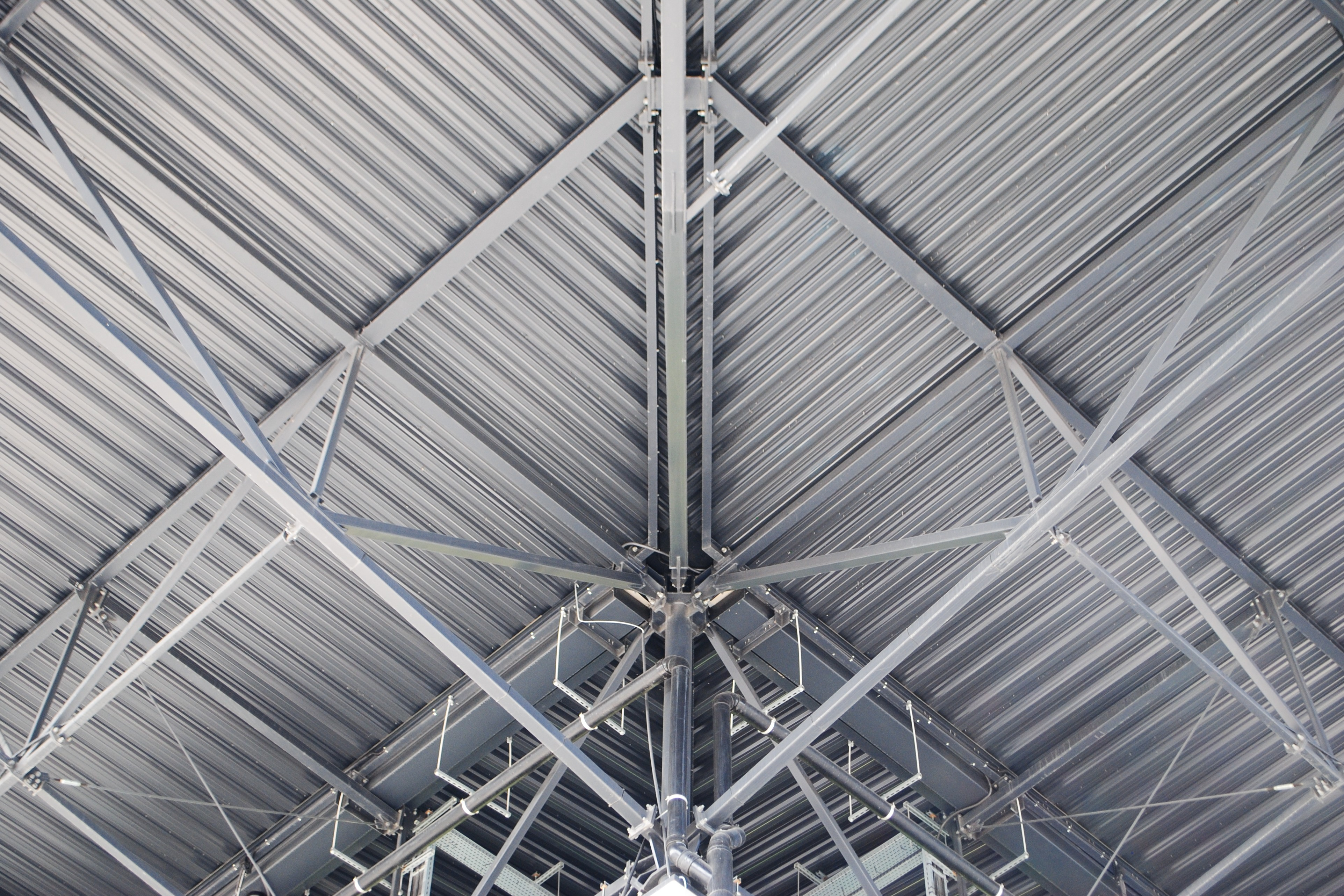
Wewnętrzna część zadaszenia (2025)
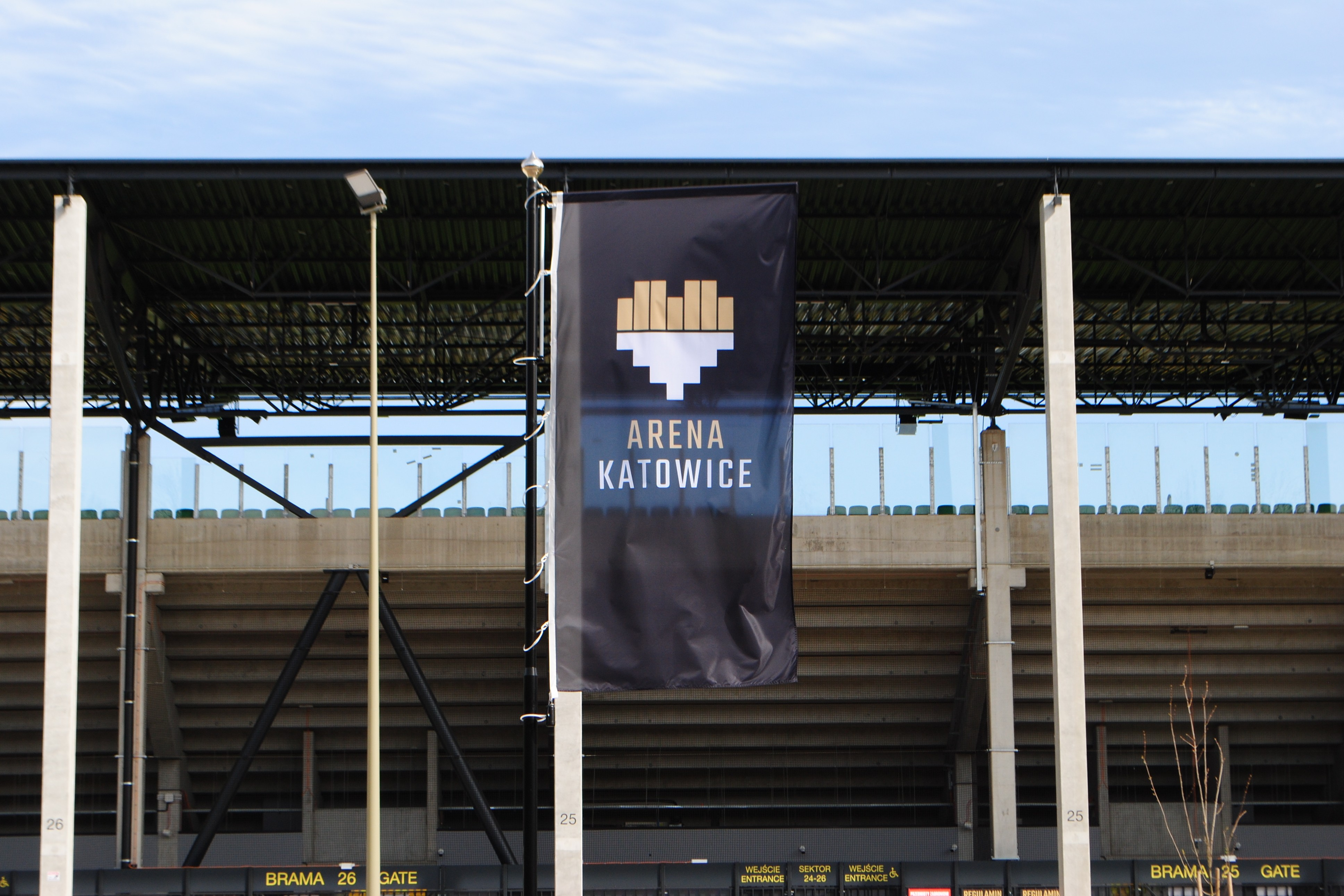
Baner-flaga z logo Areny Katowice (2025)
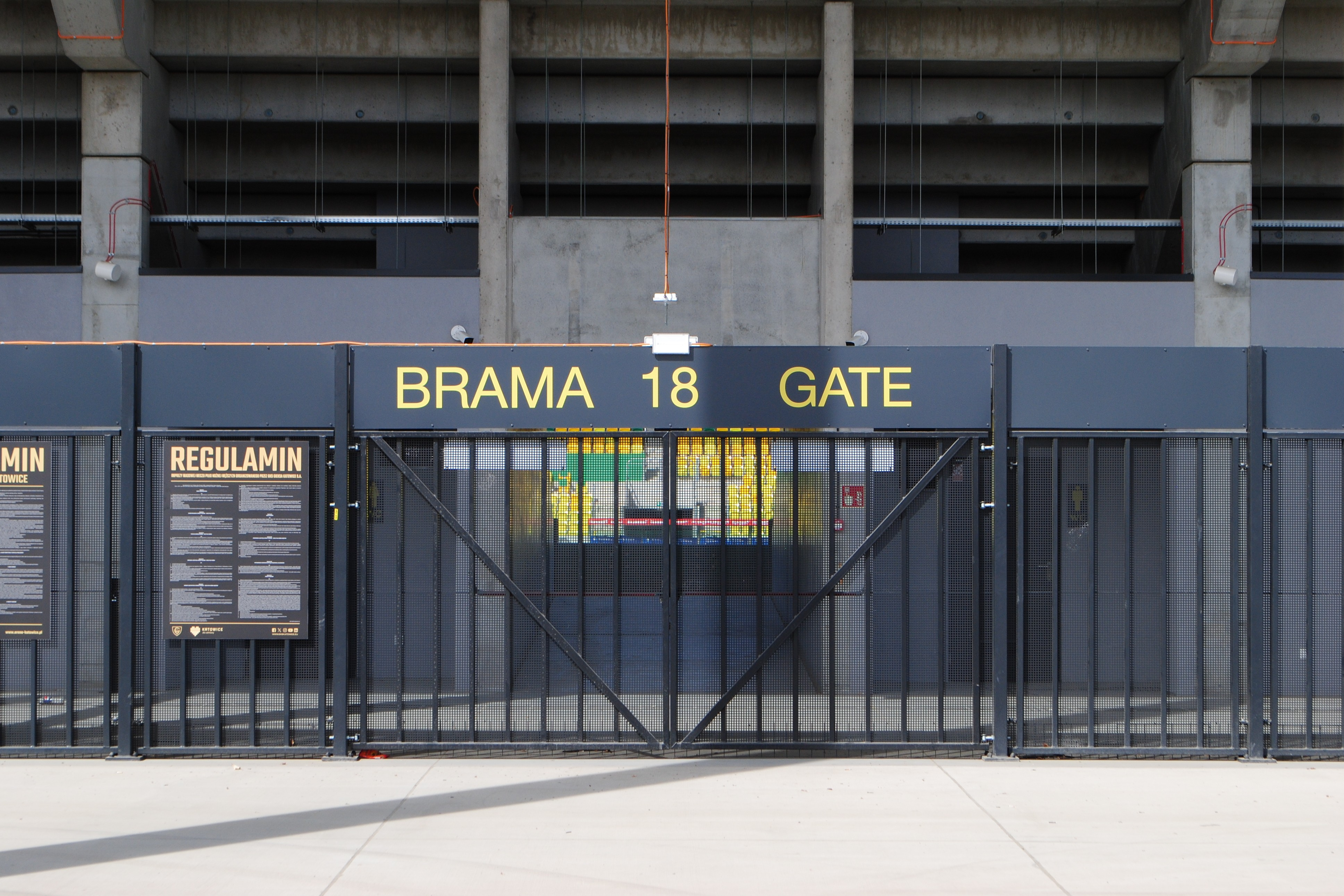
Jedna z bram wejściowych na stadion (2025)
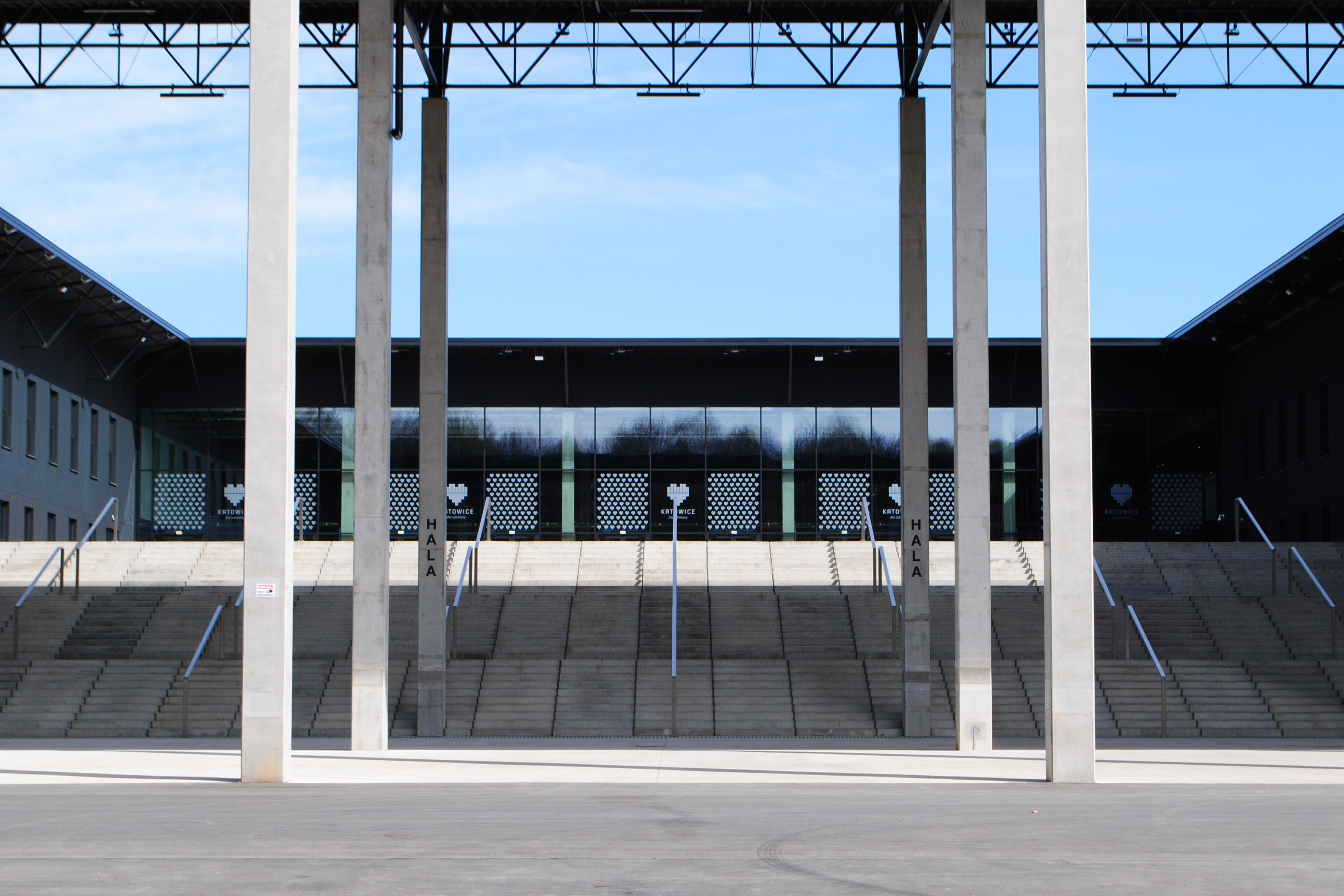
Schody prowadzące do hali sportowej (2025)